# Billaea irrorata
Billaea irrorata – owad z rodziny rączycowatych.
Larwa tej muchówki jest pasożytem larw rzemlika osinowca. Po całkowitym zjedzeniu żywiciela larwa oczyszcza chodnik i po kilku dniach przepoczwarcza się. Billaea irrorata jest najczęściej spotykanym pasożytem rzemlika osinowca i potrafi zlikwidować do kilkudziesięciu procent jego larw.